# Patrimonio (piève)
Cet article concerne Patrimonio (pieve). Pour la commune, voir Patrimonio. Pour le vin, voir Patrimonio (AOC).
Patrimonio est une ancienne piève de Corse. Située dans le nord-est de l'île, elle relevait de la province du Nebbio sur le plan civil et du diocèse de Nebbio sur le plan religieux.

## Géographie
Patrimonio se situe dans la partie Nord de la province du Nebbio dont le chef-lieu civil et temporel est Saint-Florent. 
Le territoire de l'ancienne piève de Patrimonio correspond aux territoires des communes actuelles de : 
- Saint-Florent ;
- Barbaggio ;
- Patrimonio ;
- Farinole.

Les pièves voisines de Patrimonio sont :
Au Moyen Âge, le Nebbio était alors divisé en deux pièves : Oletta et Patrimonio. Cette dernière englobait le territoire de Farinole. La piève de Patrimonio était constituée de Barbaggio, Patrimonio et Farinole et comportait plusieurs subdivisions autour d'églises secondaires, déjà présentes dans les documents du XIIIe siècle : San Martino de Patrimonio, San Pietro de Barbaggio et San Damiano de Farinole.
Avant le XIVe siècle, la subdivision de Farinole acquiert le statut de pieve, au moins sur le plan fiscal et administratif.
Il semblerait que jusqu'au XIVe siècle environ, la région de Patrimonio soit une piève à part entière centrée sur l'église San Pietro. Lors de sa visite en Corse en 1359 l'archevêque de Pise, Giovanni Scarlatti, évoque en tout cas de manière incontestable la plebs Sancti Petri de Patrimonio, Nebiensis diocesis.
Au début du XVIe siècle, vers 1550, la pieve de Patrimonio comptait environ 550 habitants, qui occupaient les lieux habités suivants :
- lo Palazzo, hameau de Patrimonio
- la Ficagia, Ficaia hameau de Patrimonio
- la Picinasca, Puccinasca hameau de Patrimonio
- lo Cardeto, Gardeto hameau de Patrimonio
- lo Calvello, Calvello hameau de Patrimonio
- La Feruciasca, Frecciasca hameau de Patrimonio
- Barbagio (Barbaggio),
- La Feruciasca,
- Casatico[2].

Au début du XVIIe siècle, la pieve de Patrimonio était composée des lieux habités : Patrimonio avec 3 hameaux 331 Hab., et Bargagio 215 Hab..

## Histoire

### Antiquité
Dès le premier siècle avant notre ère, Rome organise l'île en pièves. Le mot pieve mot vient du latin plebs (peuple) et désignait dès le premier siècle avant notre ère, une circonscription administrative établie par Rome. Il y en aura jusqu'à environ 200 dont une vingtaine au Cap Corse.
Les Cilebenses, (ou Celenbensij ou Nibolensii), occupaient l'ancien pays du Nebbio. Cersunum et Ostricon étaient leurs principales civitates. Un des cinq évêques de la Corse avait sa résidence à Cersunum, l'ancienne cathédrale de Nebbio.

### Moyen Âge
Dans le Haut Moyen Âge, l'ensemble des structures civiles et religieuses subit d'importantes modifications en raison du dépeuplement causé surtout par l'occupation sarrasine, du IXe siècle au IXe siècle jusqu'en 1185 date de leur expulsion,  et les incessantes incursions barbaresques dès le XIVe siècle.
À la fin du XIe siècle, une profonde réorganisation de l'Église en Corse voulue par Grégoire VII et largement poursuivie par Urbain II, est menée par Daiberto, l'archevêque de Pise : réorganisation générale de l'encadrement ecclésiastique des campagnes, réactivation des évêchés primitifs, institution du système de la pieve, et édification d'églises.
La pieve était sous la domination de la famille des Loreto de Nebbio. En 1247, dans le serment de fidélité prêté par les seigneurs de Bagnaia à la Commune de Pise, est cité le château de Patrimonio qui ne leur appartenait qu'en partie. Cette fortification apparaît à nouveau dans le serment de Giovanninello de Loreto prêté en 1289.
Au début du XIVe siècle, les « Cortinchi » Guglielminuccio et Orlando Cortinco s'emparent de la seigneurie. Ils investissent alors, en premier lieu, le château de Patrimonio. Quelques années plus tard, les Génois qui le considèrent comme un point stratégique essentiel, s'en empare. Dès 1324 il appartient à Nicolo Doria et entre 1348 et 1351 on y installe un capitaine avec une importante garnison de quinze arbalétriers.

### Temps modernes
Au début du XVIIe siècle, la pieve se trouvait dans la juridiction civile de Bastia, et incluait la ville de Bastia. Dans son rapport dressé à la demande de Gênes, l'abbé Accinelli écrit : « la Giurisditione di Bastia : Contiene questa 19 Pievi, comprese 5 della Giurisditione, e Provincia del Nebbio (sono Patrimonio, Olmetta, Oletta, Farinole, S.Pietro, e S.Quilico.), e sono Otta, Petrabugno, Orto, Mariana, Bigorno, Caccia, Petralba, Casaconi Rostino, Casinca Tavagna, Ampugnani Orezza e Moriani ».
Sous le Gouvernement de Pascal Paoli, chacune des paroisses du royaume fournissait à ses frais une compagnie  aux milices de Pascal Paoli, et chaque piève, un bataillon dans lesquels, de 16 à 60 ans, tout homme du Royaume devait servir un tiers de l'année, soit 4 mois.
- 1768, la Corse passe sous administration militaire française. La pieve de Patrimonio conserve son nom.
- 1789, la Corse passe sous la souveraineté du Royaume de France.
- 1793, la pieve de Patrimonio devient le canton de San Fiorenzo, district de Bastia et département de El Golo, l'actuelle Haute-Corse.
- 1828, San Fiorenzo devient Saint-Florent

## La pieve religieuse
Au XVIIe siècle Patrimonio, avec Olmetta, Oletta, Farinole, Santo Pietro, e Santo Quilico, se trouvait dans la juridiction temporelle du Nebbio.
Selon Accinelli, les lieux habités de la pieve de Patrimonio sont « Patrimonio con 3 ville 331. Bargagio 215. »

### La piévanie
L'Église principale de Patrimonio était l'église San Pietro, une très ancienne chapelle romane de style pisan, ruinée, datée des XIe siècle, située à Barbaggio qui était alors la piévanie. L'église piévane San Pietro se trouvait au centre des lieux d'habitation, isolée à plus de 200 m des maisons au sud du village. L'église ruinée, dont la dernière mention sur les plans cadastraux est de 1863, n'est pas portée sur les cartes.